# Tristeza de amor
Tristeza de amor és una sèrie de Televisió espanyola, estrenada el 1986. Sèrie fonamentada en la ràdio espanyola dels anys vuitanta. Segons va afirmar el programa de TVE La imagen de tu vida en 2006, Tristeza de amor va ser la primera sèrie de televisió a Espanya gravada íntegrament en vídeo, a diferència de sèries anteriors, en les quals solien utilitzar-se càmeres de cinema, especialment en escenes exteriors.

## Argument
El protagonista, Ceferino Reyes, (Alfredo Landa) torna a Espanya després de molts anys d'exili voluntari a Amèrica i té problemes per a trobar treball després d'onze mesos al seu país. Malgrat ser un bon professional de la ràdio té problemes per a aconseguir treball degut al seu mal caràcter però gràcies al seu amic de la infància, Figueras (Carlos Larrañaga) entra en una cadena de ràdio modesta: la Confederación de Ondas Ibéricas. La sèrie s'ambienta en la desapareguda Torre Windsor i a l'entorn d'oficines AZCA.
A Ceferino se li encarrega la tasca de produir un programa nocturn amb Carlota Núñez (Concha Cuetos) com a presentadora, precisament qui va acabar amb la seva carrera fa 10 anys, però que compta amb el suport del director de la cadena, Rivera (Eduardo Fajardo). Un personatge que sembla enyorar els temps del franquisme (encara que no ho expressa directament) i que pretén usar la cadena per a fer-se un buit en l'escena política.
En el programa també entra Walter Heredia (Fernando Hilbeck) malgrat l'oposició de Ceferino que ho considera cursi i que ha estat recomanat per una rica accionista major amb la qual Walter sembla tenir una relació malgrat la gran diferència d'edat.
Per a sorpresa de Ceferino i de Carlota el programa acaba sent un èxit gràcies a la veu agradable i seductora de Walter que aconsegueix una gran audiència principalment femenina.
A través dels 13 episodis els diferents personatges es van relacionant mentre tracten en el programa de diferents temes d'actualitat en aquells dies. Alguns d'ells mai s'havien tractat tan directament en un programa de ficció com la homosexualitat, la transsexualitat o l'assetjament laboral.

## Equip tècnic
Dirigida per Manuel Ripoll, en aquell temps marit de la protagonista femenina de la sèrie, amb guions d'Eduardo Mallorquí i produïda per Rafael Herrero.
La cançó dels títols de capçalera es titula precisament Tristeza de amor, i va ser composta i interpretada pel cantautor Hilario Camacho, aconseguint gran popularitat.

## Repartiment
- Alfredo Landa… Ceferino Reyes
- Concha Cuetos… Carlota Núñez
- Eduardo Fajardo… Rivera
- Carlos Larrañaga… Figueras
- Fernando Hilbeck… Walter
- Emma Suárez… Leticia
- Walter Vidarte… Damián
- Conchita Montes… Regina
- Nadiuska… Catalina Yamanova
- Elisa Ramírez… Beatriz
- Marisa Lahoz… Lita
- Pilar Barrera… Mamen
- Luisa Gavasa… Matilde
- Cándida Losada… Elvira
- Mary González… Mercedes
- Tito Valverde
- Cristina Rota
- Luisa Sala
- Gabriel Llopart
- Conrado San Martín
- José Guardiola
- Antonio Medina
- Carmen Rossi
- Marisa Porcel
- Pilar Bardem
- Mónica Cano
- Joan Llaneras

## Llista d'episodis
- Las tribulaciones de Ceferino — 1 d'abril de 1986
- La suerte de la chica guapa — 8 d'abril de 1986
- El viejo Werther — 15 d'abril de 1986
- El eclipse de Carlota — 22 d'abril de 1986
- Más se perdió en Cuba — 29 d'abril de 1986
- Regina et Imperatrix — 6 de maig de 1986
- Corazones en vivo — 13 de maig de 1986
- La rusa — 20 de maig de 1986
- Callar y coger piedras — 27 de maig de 1986
- Pub Chopin — 3 de juny de 1986
- La importancia de llamarse Baltasar — 10 de juny de 1986
- Un borracho menos — 17 de juny de 1986
- Australia patria querida — 24 de juny de 1986

## Premis
Alfredo Landa va rebre el TP d'Or al millor actor pel seu paper a la sèrie.